# فطر محاري حلتيتي
فطر محاري حلتيتي (Pleurotus ferulae ) هو نوع من الفطريات من جنس الفطر المحاري الذي يتبع الفصيلة المحارية من رتبة الغاريقونيات.